# Jèrriais
Jèrriais är ett romanskt språk som talas på ön Jersey. År 2001 uppskattades det att språket har lite över 2800 talare.
Språket kan även räknas som en dialekt av franska. Jèrriais anses vara nästan utdött..
Jèrriais skrivs med latinska alfabetet.
Under andra världskriget användes jèrriais som kryptolekt då nazisterna ockuperade Kanalöarna. På 1960-talet fanns det inte officiellt undervisning i jèrriais på ön men sedan har kommunala skolorna börjat undervisa det på lågstadiet. Bristen på behöriga lärare har varit ett problem.. Största delen av Jerseys historia har skrivits enbart på jèrriais. I dagens läge producerar BBC Jersey program på jèrriais.

## Fonologi

### Vokaler
|              | Främre | Central | Bakre |
| ------------ | ------ | ------- | ----- |
| Sluten       | i \| y |         | u     |
| Mellansluten | e \| ø | ə       | o     |
| Mellanöppen  | ɛ \| œ | ə       | ɔ     |
| Öppen        | a      |         | ɑ     |

Källa:

### Konsonanter
|             | Bilabial | Labiodental | Dental | Alveolar | Postalveolar | Palatal | Velar  | Glottal |
| ----------- | -------- | ----------- | ------ | -------- | ------------ | ------- | ------ | ------- |
| Nasal       | m        |             |        | n        |              | ɲ       |        |         |
| Klusil      | p \| b   |             |        | t \| d   |              |         | k \| g |         |
| Affrikat    |          |             |        |          | t͡ʃ \| d͡ʒ     |         |        |         |
| Frikativ    |          | f \| v      | ð      | s \| z   | ʃ \| ʒ       |         |        | h       |
| Lateral     |          |             |        | l        |              |         |        |         |
| Tremulant   |          |             |        | r        |              |         |        |         |
| Approximant |          |             |        | j        |              | ɥ       | w      |         |

Källa:

## Lexikon
Nyttiga fraser på jèrriais:
| Jèrriais                 | Svenska                |
| ------------------------ | ---------------------- |
| Bouônjour!               | God dag!               |
| Coumme est qu'tu'es?     | Hur mår du?            |
| Tch'est qu'est vot' nom? | Vad heter du?          |
| Combein qu'ch'est?       | Hur mycket kostar det? |
| À bêtôt!                 | Adjö!                  |